# پلاتو سیستمز
پلاتو سیستمز (انگلیسی: Plateau Systems) شرکت فناوری اطلاعات آمریکایی است، که در سال ۱۹۹۶ تأسیس شد.